# Kanstancinava (Čašnicki Rajon)
Konstantinovo (vitryska: Канстанцінава) är en by i Belarus.   Den ligger i voblasten Vitsebsks voblast, i den norra delen av landet, 140 km nordost om huvudstaden Minsk. Konstantinovo ligger 176 meter över havet och antalet invånare är 3 800.

## Natur och klimat
Terrängen runt Konstantinovo är platt, och sluttar norrut. Närmaste större samhälle är Novolukoml, 7,6 km väster om Konstantinovo. 
Omgivningarna runt Konstantinovo är en mosaik av jordbruksmark och naturlig växtlighet. Runt Konstantinovo är det ganska glesbefolkat, med 28 invånare per kvadratkilometer.